# Sophie Mannaert
Sophie Mannaert est une joueuse de football belge née le 13 décembre 1984 en Belgique. 

## Biographie
Elle débute au Redstar Opdord. À l'âge de 12 ans, elle rejoint le Davo Puurs en 1re provinciale anversoise. Trois ans plus tard, elle est transférée au VC Dames Eendracht Alost, club avec lequel elle remporte un titre de Championne de Belgique et une Coupe de Belgique. 
En 2004, elle part au RSC Anderlecht. Deux ans après, elle est à Sinaai Girls, club avec lequel elle remporte trois Coupe de Belgique. Elle retourne ensuite au RSC Anderlecht où elle enlève sa sixième Coupe de Belgique. En juin 2013, elle est transférée au Royal Anvers FC Ladies. Un an plus tard, elle quitte le club anversois pour le Club Bruges KV.
Sophie Mannaert est également internationale belge.

## Palmarès
- Championne de Belgique (1) : 2002
- Vainqueur de la Coupe de Belgique (6) : 2002 - 2005 - 2009 - 2010 - 2011 - 2013
- Finaliste de la Coupe de Belgique (2) : 2003 - 2005
- Doublé Championnat de Belgique-Coupe de Belgique (1) : 2002

### Bilan
- 7 titres

## Statistiques

### Coupe UEFA
- 2002-2003 : 3 matchs